# Jutal
Jutal è un villaggio nel Tehsil di Danyor del distretto di Gilgit, nella regione di Gilgit-Baltistan in Pakistan. La Strada del Karakorum passa dal mezzo del villaggio. Il villaggio è circa 25 km dal capitale del regione di Gilgit-Baltistan.